# Carta de caridad
La Carta caritatis o Carta de la caridad es un reglamento o conjunto de estatutos de los inicios de la Orden del Císter (1114), que contenía especialmente el modo de dependencia de las abadías y algunas costumbres monacales con la finalidad de asegurar la uniformidad entre las distintas fundaciones. Se cree que al menos en su primera redacción fue realizada por Esteban Harding y que fue aprobada por el papa Calixto II en 1118.
La Orden del Císter tenía en aquel entonces la particularidad de ser una organización que involucraba más de una abadía (al contrario de las demás modalidades benedictinas de su tiempo: cada abadía era independiente), lo cual hizo necesario un código común de costumbres y una clara explicación de cómo debía darse la relación entre abadías fundadoras (llamadas «madre») y abadías fundadas (llamadas «hija»).

## Características
Dado que en tiempos de la redacción de la Carta caritatis prior la abadía de Cîteaux era la «madre» de las demás abadías, la visita anual la hacía el abad de esta a las demás. En 1163, el papa Alejandro III interviene creando visitadores para la abadía de Cîteaux: serían los abades de La Ferté, Pontigny, Clairvaux y Morimond. En la Carta caritatis posterior se indica ya que esos abades no solo son los visitadores de Cîteaux, sino también sus administradores en caso de que no haya abad para ella. 
Aun cuando se daba una total independencia económica entre las abadías de la Orden, el texto de la Carta caritatis insiste en la uniformidad de observancia de la regla y de costumbres monásticas.
El prólogo de la Carta caritatis indica que no se puede fundar ninguna abadía sin que antes se haya mostrado ese texto al obispo del lugar y que solo tras su aprobación se podía proceder.

## Tradición textual
El testimonio más antiguo que se conserva es un manuscrito datado en 1150 de la Biblioteca universitaria de Liubliana. A su texto se le conoce con el nombre de Carta caritatis prior. También existe otro testimonio en la biblioteca comunal de Trento y se le llama Carta caritatis posterior. Finalmente se cuenta con una especie de resumen más cercano al de la prior que al de la posterior llamado Summa cartae caritatis.
La comparación de ambos textos ha permitido descubrir que la Carta caritatis no era un texto fijo, sino que era modificado sea a partir de las decisiones tomadas en los capítulos generales, sea también por las intervenciones de los papas. De hecho, entre 1152 hasta 1165, recibieron cinco bulas, todas ellas con el incipit Sacrosancta Romana Ecclesia.

## Influencia
Dado el tipo de organización propia de la Orden del Císter (dependencia de unas abadías con respecto a otras), algunas instituciones creadas o desarrolladas por ellos como la visita o el capítulo general fueron empleadas luego por otras órdenes de organización semejante. La celebración de capítulos generales cada tres años y las visitas a los monasterios fueron extendidos a toda la Iglesia en un decreto del concilio de Letrán IV.
Se ha descubierto además una dependencia textual de Estatutos o Constituciones de otras órdenes religiosas, que habrían usado el texto de la Summa cartae caritatis como base para sus propios consuetudinarios. Así, por ejemplo, con los premonstratenses, los canónigos regulares de Arrouaise, los canónigos regulares de Oigny.